# Komunitní rada Manhattanu 2

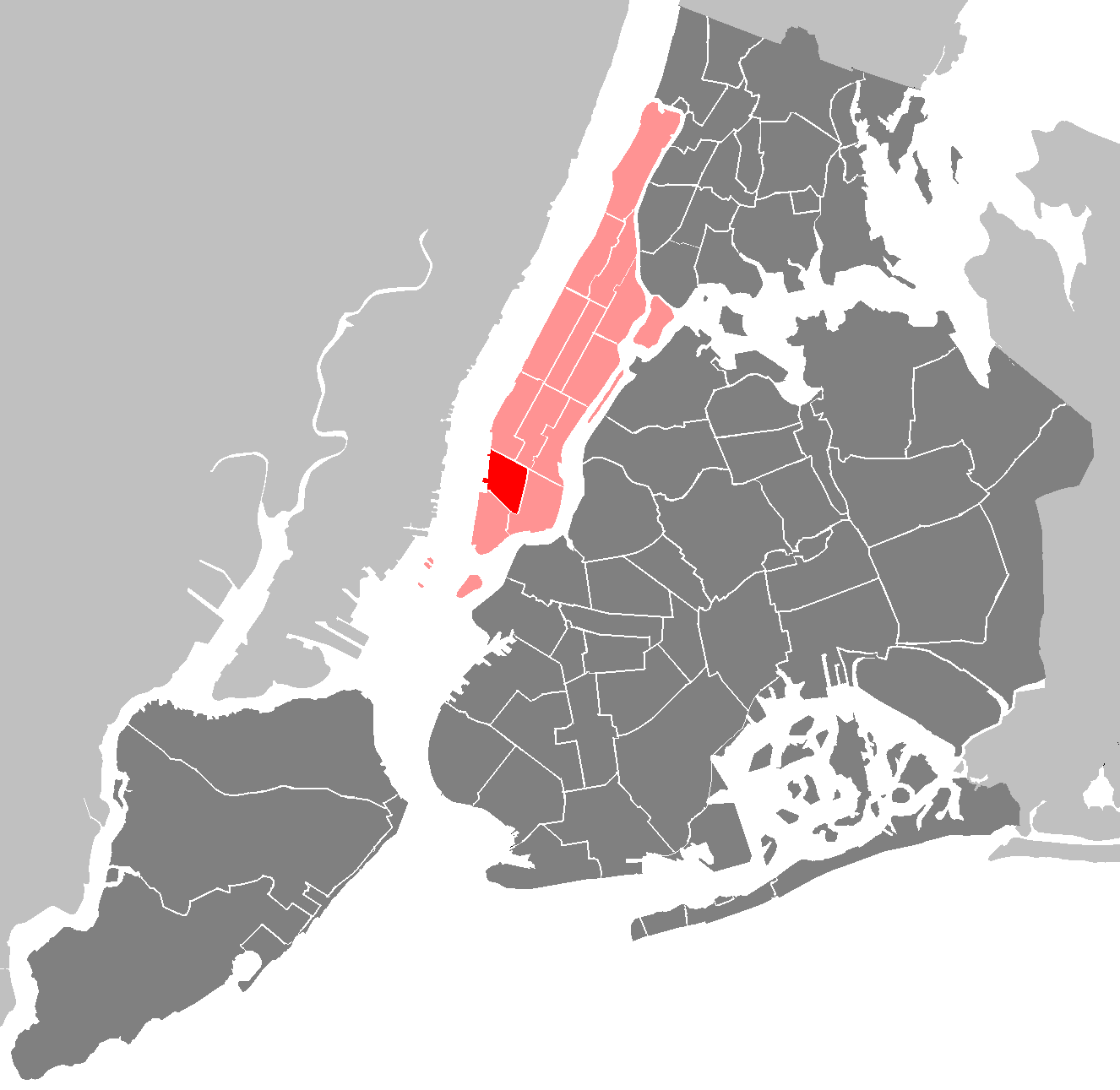
Poloha na Manhattanu

Komunitní rada Manhattanu 2 (Manhattan Community Board 2) je jednou z komunitních rad na newyorském Manhattanu. 
Zahrnuje části Greenwich Village, West Village, NoHo, SoHo, Lower East Side, Chinatown a Little Italy. Na východě je ohraničena částí Bowery, na jihu ulicí Canal Street, na západě řekou Hudson River a na severu 14. ulicí. Předsedkyní je Maria Passannante Derr a správcem je Bob Gormley.